# گولما فوچا
گولما فوچا (به بلغاری: Golema Fucha) یک منطقهٔ مسکونی در بلغارستان است که در شهرستان بوبف دل واقع شده‌است.